# Acraea trimeni
Acraea trimeni (tên tiếng Anh: Trimen’s Acraea) là một loài bướm ngày thuộc họ Nymphalidae. Nó chỉ được tìm thấy ở vùng xavan khô ở miền bắc Bắc Cape và phần phía tây của Nhà nước Tự do Oranje.
Sải cánh dài 43–49 mm đối với con đực và 45–55 mm đối với con cái. Con trưởng thành bay từ tháng 10 đến tháng 3 nhiều nhất vào cuối tháng 10. Có thể có hai hoặc liên tục các lứa mỗi năm.